# Первое Мая (Пестречинский район)
Первое Мая — поселок в Пестречинском районе Татарстана. Входит в состав Богородского сельского поселения.

## География
Находится в северо-западной части Татарстана на расстоянии приблизительно 10 км на запад по прямой от районного центра села Пестрецы вблизи автомобильной дороги Казань — Уфа.

## История
Основан в конце 1920-х — начале 1930-х годов. В последние годы территория интенсивного коттеджного строительства.

## Население
Постоянных жителей было: в 1989 — 75, в 2002—111 (русские 39 %, татары 60 %), 122 в 2010.